# Саймон Мсува
Са́ймон Мсу́ва (англ. Simon Msuva, нар. 2 жовтня 1993, Дар-ес-Салам) — танзанійський футболіст, нападник марокканського клубу «Діфаа» і національної збірної Танзанії.

## Клубна кар'єра
У дорослому футболі дебютував 2010 року виступами за «Азам», в якій провів один сезон. 
Протягом 2011—2012 років захищав кольори «Моро Юнайтед», після чого став гравцем «Янг Афріканс», за який відіграв наступні п'ять сезонів своєї ігрової кар'єри.
До складу марокканського клубу «Діфаа» приєднався 2017 року. Станом на 26 червня 2019 року відіграв за клуб з Ель-Джадіди 53 матчі в національному чемпіонаті.

## Виступи за збірну
2012 року дебютував в офіційних матчах у складі національної збірної Танзанії.
У складі збірної був учасником Кубка африканських націй 2019 року в Єгипті.